# كريستوف شتيفان
كريستوف شتيفان (بالألمانية: Christoph Stephan)‏ هو متسابق بياثل ألماني، ولد في 12 يناير 1986 في رودولشتات في ألمانيا.

## وصلات خارجية
- كريستوف شتيفان على موقع IBU (الإنجليزية)
- كريستوف شتيفان على موقع اللجنة الأولمبية الدولية (الإنجليزية)
- كريستوف شتيفان على موقع أوليمبيديا (الإنجليزية)
- كريستوف شتيفان على موقع اللجنة الأولمبية الألمانية (الألمانية)